# Институт экономики РАН
Институ́т эконо́мики (ИЭ РАН, ранее ИНЭК, ИЭ АН) — научно-исследовательское учреждение в составе Российской академии наук. Официальное наименование с 2011 года — Федеральное государственное бюджетное учреждение науки «Институт экономики Российской академии наук» (ФГБУН ИЭ РАН).

## История
В Социалистической академии (позже переименованной в Коммунистическую академию) с 1922 года действовал кабинет экономики, предшественник Института экономики Комакадемии. 8 июля 1930 года к Институту экономики Комакадемии (существовавшему на базе экономической и кооперативной секций Комакадемии) был присоединён Институт экономики Российской ассоциации научно-исследовательских институтов общественных наук (РАНИОН).
10 августа 1931 года Институт экономики Комакадемии был объединён с Экономическим институтом красной профессуры.
15 февраля 1936 года Экономический и Аграрный институты Комакадемии были реорганизованы в единый Институт экономики, с включением его в систему АН СССР.
В 1941—1943 годах институт находился в эвакуации в Алма-Ате.
4 октября 1947 года Институт мирового хозяйства и мировой политики и Институт экономики были объединены в Институт экономики в системе АН СССР.
А. Каценелинбойген писал в 1977 г.: «Институт экономики долгие годы занимался преимущественно идеологией. Однако в середине 60-х годов работники Института приняли активное участие в проводимой в стране экономической реформе. Ряд ведущих деятелей аппарата ЦК КПСС поддерживал Институт. Не будет преувеличением, если я скажу, что Институт был теоретическим штабом этой реформы ...В начале 70-х годов, когда реформа была существенно свернута, Институт экономики был подвергнут резкой критике в постановлении ЦК КПСС».
Награждён орденом Трудового Красного Знамени (1980).
В 2005 году было осуществлено объединение Института экономики и Института международных экономических и политических исследований (ИМЭПИ РАН, бывший Институт экономики мировой социалистической системы Академии наук СССР) — последний вошел в структуру Института экономики в качестве филиала под названием Отделение международных экономических и политических исследований (ОМЭПИ).

## Структура
В структуру института входят: Центр политико-экономических исследований; Центр инвестиций и инноваций; Центр макроэкономической стратегии; Центр исследований рынка труда и социальных процессов; Центр социально-экономических проблем федерализма; Центр институциональных и микроэкономических исследований; Центр финансово-банковских исследований; Центр информации. В структуру ОМЭПИ входит Центр внешнеэкономических исследований.
Институт осуществляет подготовку аспирантов по специальностям: 08.00.01 — экономическая теория; 08.00.05 — экономика и управление народным хозяйством; 08.00.10 — финансы, денежное обращение и кредит; 08.00.14 — мировая экономика и др.
Институт является одним из учредителей журнала «Вопросы экономики».

## Руководители
| Годы      | Директор                              |
| --------- | ------------------------------------- |
| 1930—1936 | В. П. Милютин                         |
| 1936—1940 | акад. М. А. Савельев                  |
| 1940—1941 | д.э.н. Б. Л. Маркус                   |
| 1945—1947 | д.э.н. П. А. Хромов                   |
| 1947—1953 | акад. К. В. Островитянов              |
| 1953—1956 | член-корр. АН СССР В. П. Дьяченко     |
| 1956—1958 | к.э.н. И. Д. Лаптев                   |
| 1959—1965 | член-корр. РАН К. Н. Плотников        |
| 1965—1971 | член-корр. РАН Л. М. Гатовский        |
| 1971—1986 | член-корр. РАН Е. И. Капустин         |
| 1986—2005 | акад. Л. И. Абалкин                   |
| 2005—2015 | член-корр. РАН Р. С. Гринберг         |
| 2015      | член-корр. РАН М. Ю. Головнин (и. о.) |
| 2016—2021 | д.э.н. Е. Б. Ленчук                   |
| с 2021    | член-корр. РАН М. Ю. Головнин         |